# Bright (nieuwsplatform)
Bright is een Nederlands nieuwsplatform over technologie, innovatie en design. Sinds 2023 maakt het deel uit van uitgeverij PXR. 

Het platform richt zich op een doelgroep van hoogopgeleide mannen en vrouwen tussen de 25 en 45 jaar, met een stedelijke leefstijl en een interesse in innovatie.

## Geschiedenis

### Tijdschrift
De eerste editie van het tijdschrift verscheen in februari 2005. Bedenkers waren Erwin van der Zande en Oscar Kneppers. Op het hoogtepunt in 2010 had het tweemaandelijkse tijdschrift een oplage van 100.000 stuks (25.000 zelfstandig, overige via een samenwerking met het tijdschrift van Vodafone Clear). In het tijdschrift is naast aandacht voor computers, elektronica en gadgets ook ruimte voor trends in de technologiesector, nerdcultuur en online diensten, aangevuld met artikelen over design, architectuur, kunst, mode en auto’s.
Sinds de start in 2005 werd het tijdschrift uitgegeven door uitgever TechMedia.
In 2009 bracht het tijdschrift als eerste in Nederland een e-versie uit van het blad. 

Eind 2013 stopte Bright als tijdschrift en ging het na een management-buy-out van bedenker Erwin van der Zande zelfstandig verder als tweewekelijkse digitale uitgave genaamd Bright Ideas en de dagelijkse nieuwssite Bright.nl. In april 2015 nam RTL Bright over en verschenen de Bright-artikelen voortaan op de site van RTL Nieuws.

Het tijdschrift werkte onder meer samen met de gratis krant DAG, ANP en NU.nl. Vanaf 2017 maakte Bright een wekelijkse uitlegvideo over technologie voor Editie NL.

### Evenementen
In 2006 organiseerde het bedrijf een aantal evenementen , waaronder het Tech Fest genaamd Bright Live in de Gashouder te Amsterdam (2006) , een aantal Bright Nights in 2009 in Pakhuis de Zwijger te Amsterdam. Daar werd ook de eerste Bright Day gehouden in 2013 .
Vier jaar later werd dit een jaarlijks tweedaags evenement in de Jaarbeurs te Utrecht. Vervolgens leidde de COVID-19-pandemie tot een einde van het evenement. 

### Televisie / YouTube
In december 2007 tot februari 2008 maakte Bright samen met televisieproducent Dahl TV en de VPRO In de ban van het ding. Dit is een achtdelige serie waar techjournalisten Linda, David en Erwin de destijdse nieuwste technologie van de moderne wereld verkennen. Deze serie is terug te kijken op NPO Start en op het YouTube-kanaal van Bright.
Voor RTL Z maakte men vanaf 2015 wekelijks het dertig minuten durende Bright TV. Voor RTL Z en RTL 7 presenteerden Merijn Doggen en Erwin van der Zande vanaf 2017 dagelijks het nieuwsbulletin Bright Update.
Ook had het platform een eigen YouTube kanaal , gewijd aan technologie en publiceerde wekelijks een eigen podcast. 

## Overname
Nadat RTL het merk in 2023 te koop zette, werd het merk overgenomen door het Amsterdamse PXR (bekend van onder andere Voetbal International ) en kwam de zelfstandige website terug. Begin 2025 werd het tijdschrift opnieuw uitgebracht, op dat moment alleen jaarlijks.